# Sista inkorna i Vilcabamba

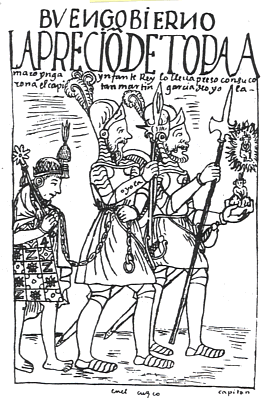
Tupac Amaru förs fängslad av spanjorerna till Cusco

Sista inkorna i Vilcabamba kallas de efterföljare till inkan Atahualpa, som motsatte sig de spanska erövrarna och deras allierade. De förkroppsligade motståndet hos adeln i Cusco och styrde mellan 1536 och 1572 över en starkt reducerad men inflytelserik statsbildning som ofta kallas Imperio Neoinca de Vilcabamba (Vilcabambas nya inkaimperium). De ansåg sig vara legitima arvingar till Huayna Cápac och inledde i några fall förhandlingar med de första koloniala guvernörerna i vicekonungariket Peru. Det område där de kunde härska effektivt motsvarade ungefär den nuvarande peruanska regionen Cusco strax öster om staden Cusco som snabbt tagits över av de spanska erövrarna.
De sista fyra inkorna i Vilcabamba var:
- Manco Inca Yupanqui
- Túpac Inka Sayri
- Titu Cusi Yupanqui
- Túpac Amaru

Efter conquistadorernas ankomst till Peru och Inkarikets sönderfall utsåg spanjorerna Manco Inca till ny Inka. Spanjorerna behandlade honom dock illa och när han upptäckte deras hunger efter guld lyckades han genom list att fly. Han organiserade därefter ett uppror emot spanjorerna 1536 som kom att sträcka sig ända till Lima och anföll också Cusco som han belägrade.
Manco Inca förlorade sedan striden mot spanjorerna vid Sacsayhuamán, men lyckades fly med en liten grupp anhängare. Han drog sig undan och gömde sig i Vilcabamba. Därifrån attackerade han spanjorerna fram till sin död 1544.
Manco Inca efterträddes av sin son Sayri Túpac, som i sin tur efterträddes av Titu Cusi Yupanqui.
Den sista motståndsledaren var Túpac Amaru, den mest namnkunnige av inkagruppen i Vilcabamba. Han tillfångatogs av spanjorerna och avrättades efter rättegång i Cusco 1571, vilket också innebar slutet på motståndet mot spanjorerna.